# Ceridia
Ceridia este un gen de molii din familia Sphingidae. 

## Specii
- Ceridia heuglini - (R. Felder 1874)
- Ceridia mira - Rothschild & Jordan 1903
- Ceridia nigricans - Griveaud 1959